# Őcsény
Őcsény ist eine ungarische Gemeinde im Kreis Szekszárd im Komitat Tolna.

## Geografische Lage
Őcsény liegt vier Kilometer südöstlich der Kreisstadt und des Komitatssitzes Szekszárd. Nachbargemeinden sind Decs im Süden und Bogyiszló im Norden.

## Geschichte
Im Jahr 1913 gab es in der damaligen Großgemeinde 735 Häuser und 3454 Einwohner auf einer Fläche von 12.466 Katastraljochen. Sie gehörte zu dieser Zeit zum Bezirk Központ im Komitat Tolna.

## Gemeindepartnerschaften
- Bogojevo (Богојево), Serbien
- Lăzarea, Rumänien

## Sehenswürdigkeiten
- Árpád-Statue (Árpád-szobor), erschaffen von Béla Farkas
- Heimatmuseum (Tájház)
- Reformierte Kirche, erbaut 1782 (Spätbarock)
- Römisch-katholische Kirche Szent István király és Boldog Mór püspök, erbaut 1932

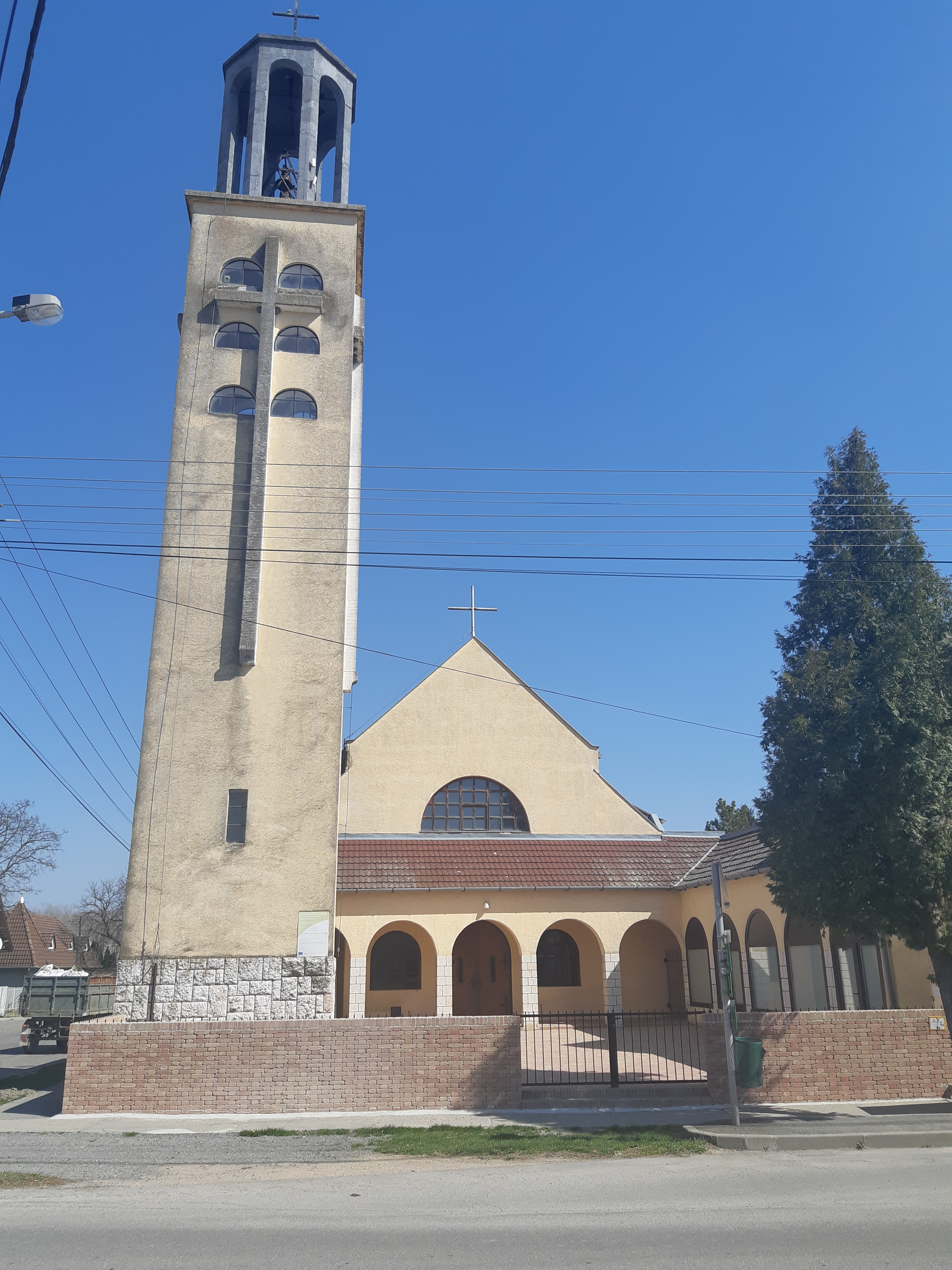
Röm.-kath. Kirche Szent István király és Boldog Mór püspök
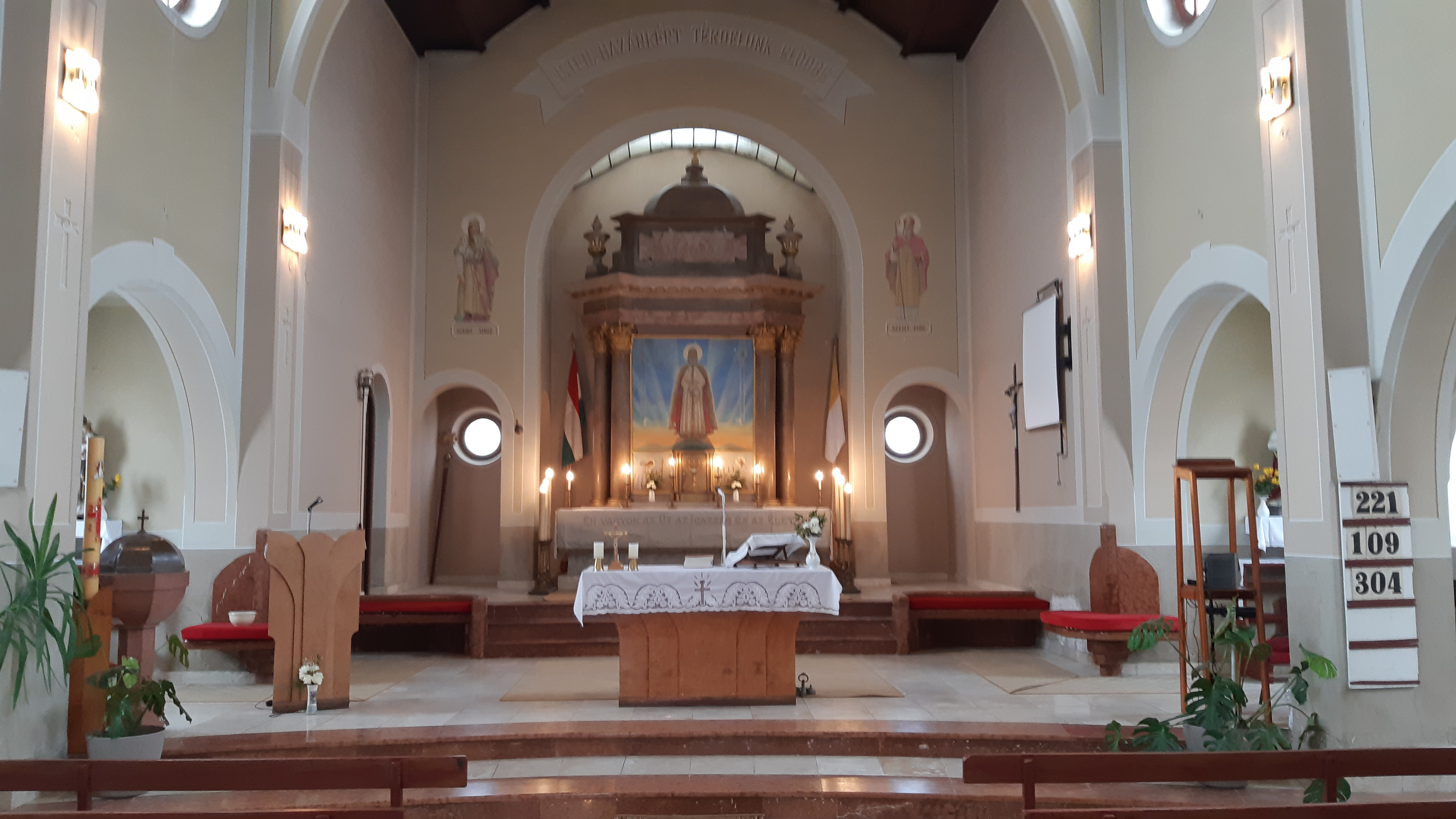
Blick auf den Altar der röm.-kath. Kirche
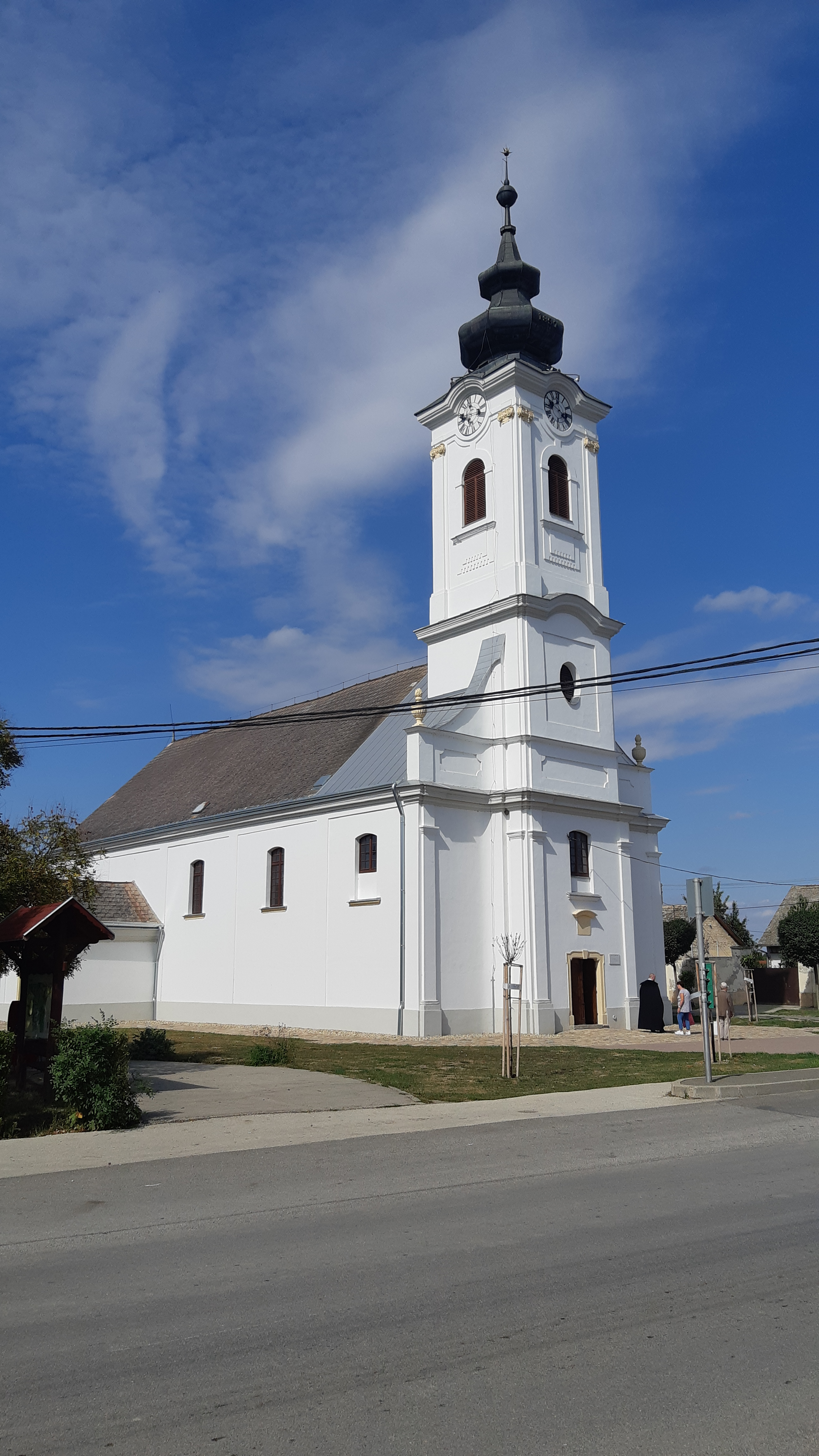
Reformierte Kirche
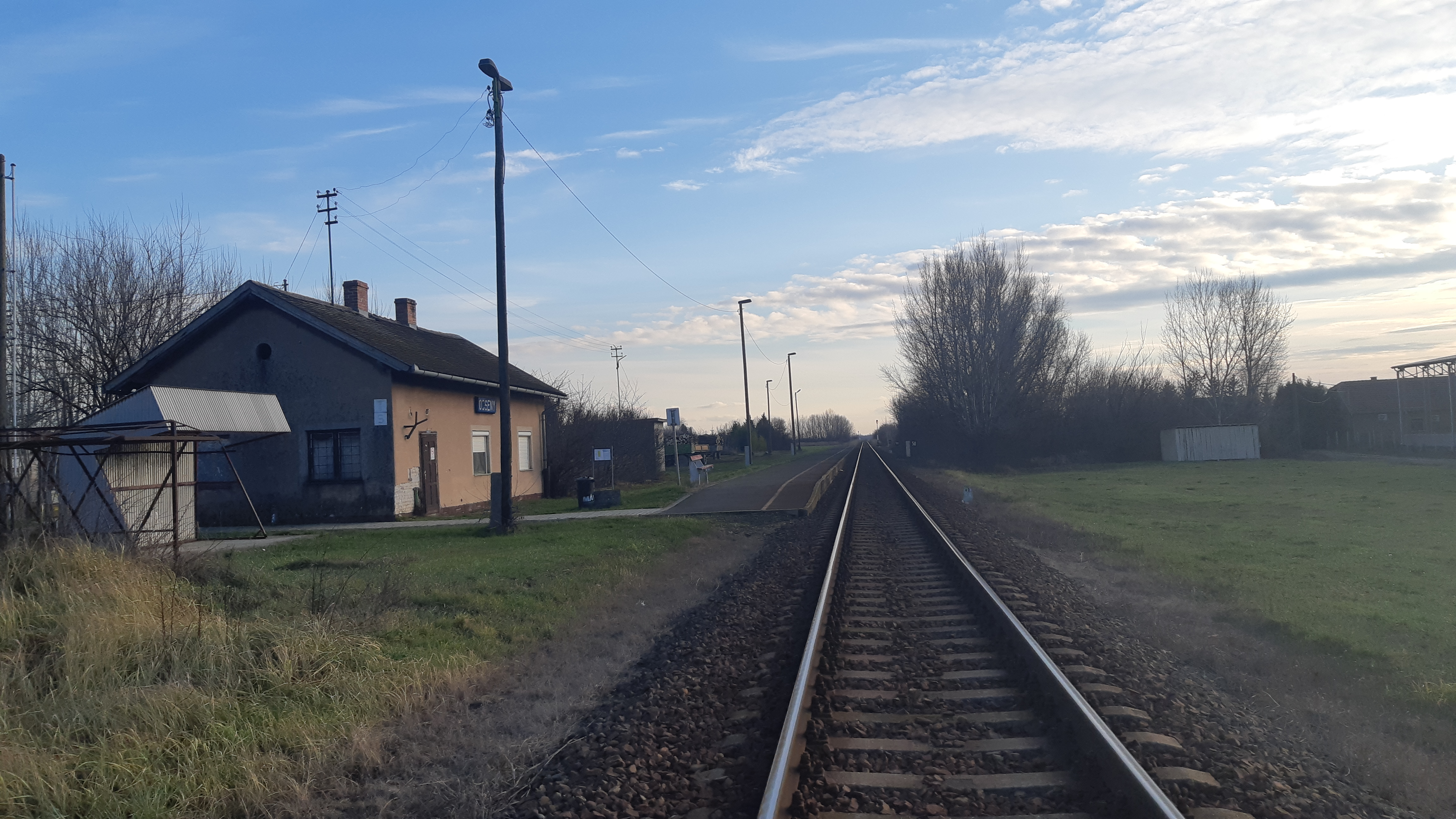
Bahnhofsgebäude

## Verkehr
Durch Őcsény verläuft die Landstraße Nr. 5113, westlich des Ortes die Autobahn M6. Die Gemeinde ist angebunden an die Eisenbahnstrecke von Sárbogárd nach Baja.  Östlich der Gemeinde befindet sich ein kleiner Flugplatz.